# Doktorn, Västerbotten
Doktorn är en sjö i Skellefteå kommun i Västerbotten och ingår i Byskeälvens huvudavrinningsområde. Sjön har en area på 0,128 kvadratkilometer och ligger 307 meter över havet.

## Delavrinningsområde
Doktorn ingår i det delavrinningsområde (725705-169115) som SMHI kallar för Inloppet i Antakträsket. Medelhöjden är 311 meter över havet och ytan är 8,36 kvadratkilometer. Räknas de 6 avrinningsområdena uppströms in blir den ackumulerade arean 51,62 kvadratkilometer. Ledvassbäcken som avvattnar avrinningsområdet har biflödesordning 2, vilket innebär att vattnet flödar genom totalt 2 vattendrag innan det når havet efter 97 kilometer. Avrinningsområdet består mestadels av skog (52 procent) och sankmarker (38 procent). Avrinningsområdet har 0,31 kvadratkilometer vattenytor vilket ger det en sjöprocent på 3,6 procent.